# Kammerspil
|  | Denne artikel er oprettet af botten PalnaBot ud fra en ekstern database. Den kan derfor have sproglige fejl eller mangler. Denne skabelon kan fjernes efter kontrol af indholdet. |

Kammerspil er en kortfilm fra 1966 instrueret af Ole Gammeltoft efter manuskript af Ole Gammeltoft.

## Handling
Under forteksterne høres Henning Palners stemme. Han læser en filosofisk definition på misforståelsens væsen". På filmens første billede ser man Yvonne Ingdal blade i et ugeblad. Han læser for hende, men hun er uopmærksom. Han bliver sur og irriteret, og hun bliver irriteret over, at han bliver det osv. En misforståelse er opstået. Iflg. den filosofiske definition kan den udvikle sig i to retninger - til en forståelse eller til en uoverensstemmelse. Når filmen er forbi, er spørgsmålet uafklaret" (fra Ekstrabladets anmeldelse af filmen).